# Trachyleberidea
Trachyleberidea is een geslacht van kreeftachtigen uit de klasse van de Ostracoda (mosselkreeftjes).

## Soorten
- Trachyleberidea alandalusensis Reyment, 1984 †
- Trachyleberidea arta (Damotte, 1971) Babinot & Colin, 1979 †
- Trachyleberidea blanpiedi (Howe in Howe & Law, 1936) Deboo, 1965 †
- Trachyleberidea cubensis (Bold, 1946) Bold, 1968 †
- Trachyleberidea elegans Guernet, 1985 †
- Trachyleberidea fastigata (Damotte, 1964) Damotte, 1971 †
- Trachyleberidea mammidentata (Bold, 1946) Bold, 1968 †
- Trachyleberidea pisinensis (Kollmann, 1962) Whatley & Coles, 1991 †
- Trachyleberidea posteroacuta (Lienenklaus, 1900) Moos, 1966 †
- Trachyleberidea pretiosa Levinson, 1974 †
- Trachyleberidea sikici Kollmann, 1962 †
- Trachyleberidea sobronensis Colin, Lamolda & Rodriguez-Lazaro, 1982 †
- Trachyleberidea stricta Soenmez-Goekcen, 1973 †
- Trachyleberidea tricarinata (Marliere, 1958) Van Hinte, 1962
- Trachyleberidea tunisiensis Colin & Said, 1982 †
- Trachyleberidea vezerae (Colin, 1973) Babinot, Colin & Damotte, 1985 †